# Championnat international d'escrime 1929
Navigation
Édition précédente Édition suivante
La septième édition du Championnat international d'escrime en 1929 s'est déroulé à Naples en Italie. 
Pour la première fois une épreuve féminine est au programme des Championnats internationaux. Il s'agit de la troisième fois qu'une épreuve féminine a lieu dans une compétition internationale après les Jeux olympiques de 1924 et les Jeux olympiques de 1928.

## Résultats
| Épreuves                               | Or | Argent                                                                      | Bronze                                                                                 |
| -------------------------------------- | --- | --------------------------------------------------------------------------- | -------------------------------------------------------------------------------------- |
| Épée                                   | |                                                                             |                                                                                        |
| Hommes individuel résultats détaillés  | Philippe Cattiau | Franco Riccardi                                                             | Marcello Bertinetti                                                                    |
| Fleuret                                | |                                                                             |                                                                                        |
| Hommes individuel résultats détaillés  | Oreste Puliti | Philippe Cattiau                                                            | Giulio Gaudini                                                                         |
| Hommes par équipes résultats détaillés | Italie- Dante Carniel - Giulio Gaudini - Nicola Girace - Gioacchino Guaragna - Gustavo Marzi - Ugo Pignotti - Oreste Puliti - Ciro Verratti | Belgique- Raymond Bru - Xavier de Beukelaer - Charles Debeur - Robert T'Sas | Hongrie- János Hajdú - Ottó Hatz - Gusztáv Kálniczky - György Piller - György Rozgonyi |
| Femmes individuel résultats détaillés  | Helene Mayer | Johanna de Boer                                                             | Margit Danÿ                                                                            |
| Sabre                                  | |                                                                             |                                                                                        |
| Hommes individuel résultats détaillés  | Gyula Glykais | Gustavo Marzi                                                               | Attila Petschauer                                                                      |

## Tableau des médailles
| Rang  | Nation    | Or | Argent | Bronze | Total |
| ----- | --------- | -- | ------ | ------ | ----- |
| 1     | Italie    | 2  | 2      | 2      | 6     |
| 2     | France    | 1  | 1      | 0      | 2     |
| 3     | Hongrie   | 1  | 0      | 3      | 4     |
| 4     | Allemagne | 1  | 0      | 0      | 1     |
| 5     | Belgique  | 0  | 1      | 0      | 1     |
| -     | Pays-Bas  | 0  | 1      | 0      | 1     |
| TOTAL | TOTAL     | 5  | 5      | 5      | 15    |